# 爱尔兰时间
| 淺藍 | 欧洲西部时间／格林尼治標準時間（UTC）                       |
| 藍色 | 欧洲西部时间／格林尼治標準時間（UTC）                       |
| 藍色 | 欧洲西部夏令时间／英国夏令时／愛爾蘭標準時間（UTC+1）       |
| 紅色 | 欧洲中部时间（UTC+1）                                       |
| 紅色 | 欧洲中部夏令时间（UTC+2）                                   |
| 黃色 | 欧洲东部时间／加里宁格勒时间（UTC+2）                       |
| 金色 | 欧洲东部时间（UTC+2）                                       |
| 金色 | 欧洲东部夏令时间（UTC+3）                                   |
| 淺綠 | 歐洲极东時間／莫斯科时间／土耳其時間（UTC+3）               |
| 青綠 | 亞美尼亞時間／亞塞拜然時間／喬治亞時間／薩馬拉時間（UTC+4） |

西欧国家爱尔兰于夏季采用比协调世界时快一小时的爱尔兰标准时间，即GMT+1。冬季采用格林尼治时间，即GMT+0。
爱尔兰于1968年颁布的《标准时间法案》规定“爱尔兰全年采用比格林尼治时间快一小时的标准时间”。此法案于1971年经修订，改为规定冬季使用格林尼治时间，爱尔兰标准时保留用作夏季时间。这令该国的冬季时间比标准时间慢一小时。虽然所有使用夏令时的欧洲国家，其冬夏时间都相差一小时，但这些国家的标准时间都是建立在冬令时基础上的，与爱尔兰有所区别。
爱尔兰每年启用和停用夏令时的日期和欧盟其他国家相同：在3月最后一个星期日的格林尼治时间凌晨1时启用爱尔兰标准时间，在10月最后一个星期日的爱尔兰标准时间凌晨2时启用格林尼治时间。

## 历史

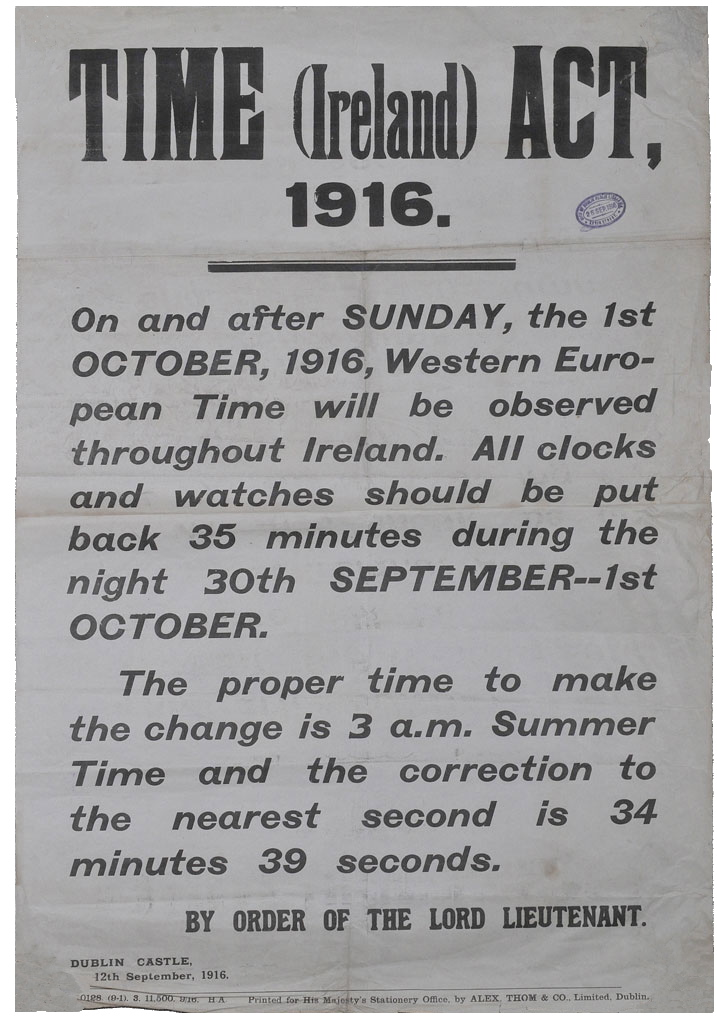
1916年爱尔兰时间法案

1880年前，大不列颠及爱尔兰联合王国（舊時大英帝國，當時英國與愛爾蘭為統一狀態）尚未统一的时区，各地使用自己的地方時間。
1880年開始，爱尔兰擁有獨立的时区，称都柏林标准时间（Dublin standard time）。这是都柏林顿兴克天文台的当地时间，比格林尼治时间慢大约25分21秒。复活节起义后，爱尔兰从英国独立，两国间的时差给电报等業務带来了不便。都柏林标准时间1916年10月1日2:00開始，爱尔兰回到了英国的时区。
1916年5月起，出于第一次世界大战的戰時需求，英国采用了夏令时，爱尔兰同步修改了时区法案。爱尔兰国会党黨魁约翰·迪伦在一读时因此次修改没有征求國會的意见提出反对，认为爱尔兰使用不同的时区会“令人感觉身处异国”。议员蒂姆·西里也提出反对，理由是“夏令时延长了白天，而法案会延长黑夜”。
1922年爱尔兰独立，爱尔兰自由邦成立。之后，爱尔兰和英国共享相同时区，避免了两国采用不同时间。1923年至1924年，曾有推行夏令时的努力，1925年的夏令时法案提出了以夏令时作为标准时间的构想。法案还提出了双重夏令时的建议，但未能在第二次世界大战的紧急状态期间实行。
自1968年起，爱尔兰尝试停用夏令时，全年使用爱尔兰标准时间。实验期间，爱尔兰使用时间的方式和欧洲各共同体内的其他国家基本相同，但夏季使用欧洲中部夏季时间的意大利例外。1971年，新修订的法案规定“标准时间”指爱尔兰夏季使用的时间，与格林威治时间相同；冬季时间比格林威治时间慢一小时。
80年代起，爱尔兰每年启用和停用夏令时的日期和欧盟国家同步。

## 可能更改
2018年3月8日，欧洲议会发起向欧盟委员会请求重新制定欧洲夏令时的投票。参与网上调查的民众中有84%反对欧盟一年变换两次时区。9月12日，欧盟委员会决定停用根据季节变换时区的行为，并按照欧盟立法程序修改时区规定。由于那时英国已经退出欧盟且没有遵守修订后的规定，而北爱尔兰是英国的一部分，这将令爱尔兰岛上的两个国家每年有半年处在相差半小时的状态，并加重英国-爱尔兰边境问题的态势。2018年11月，爱尔兰司法与平等部举办了有关季节时间的磋商会。截至2018年9月，英国政府仍没有改变北爱尔兰现有时间规定的计划。
欧洲议会议员肖恩·凯利曾游说欧盟取消夏令时；另一方面，他支持爱尔兰全年采用夏令时，即欧洲西部时间；由于爱尔兰经度偏西，假如爱尔兰全年采用夏令时，那么太阳将会在当地时间上午9:40升起，而不是现在规定的8:40。这一现象可能会导致生活的不便，类似中国在西部推行北京时间的问题。

## 其他规定
每年夏季，爱尔兰式酒吧的打烊时间比平常推迟半小时，从23:00推迟到23:30。2000年，这一规定被简化。从1933年到1961年，爱尔兰规定上灯时间为：夏季，日落后一小时到日出前一小时；冬季，日落后半小时至日出前半小时。1961年后，这规定被修改为不论任何季节都是从日落后半小时至日出前半小时。1967年，爱尔兰航空业对于夜间航行作出了类似规定。

## 附录